# Euscelidia vallis
Euscelidia vallis là một loài ruồi trong họ Asilidae. Euscelidia vallis được Dikow miêu tả năm 2003. Loài này phân bố ở vùng nhiệt đới châu Phi.